# Brežice Vandtårn
Brežice Vandtårn er et tidligere vandtårn beliggende i Brežice, Slovenien opført i 1914 i forbindelse med opførelsen af byens kloaksystem og elektrificering. Tårnet blev taget ud af drift, da det nye vandhus blev bygget under Šentvid Bakke over byen. Det er 46 meter højt og er byens mest fremstående bygning. I dag huser tårnet en pub.
| Bygning eller seværdighed | Spire Denne artikel om en bygning, et bygningsværk eller en seværdighed er en spire som bør udbygges. Du er velkommen til at hjælpe Wikipedia ved at udvide den. |

45°54′13.99″N 15°35′36.98″Ø / 45.9038861°N 15.5936056°Ø